# Papa Arfang Senghor
 (août 2020).
Pour les articles homonymes, voir Senghor.
Papa Arfang Senghor, né le 25 octobre 1989, est un écrivain sénégalais aussi connu sous le nom Aru Cheifa ou Aru.
Il est l’auteur de « Petits poèmes de ma vie », sorti en 2015.